# Alo od Mauija
Za film pogledajte "Alo (film)".
Kralj Alo, znan i kao Alau, bio je havajski plemić i kralj otoka Mauija. Vladao je otokom u drevno doba, ali postoji mogućnost da je vladao samo zapadnim Mauijem. Spomenut je u drevnim legendama.
Rođen je kao princ Mauija oko 1186. Bio je sin kralja Mauiloe te unuk kralja Hanalaʻe i praunuk Palene. Majka mu je bila kraljica Kauhua.
Čini se da tijekom vladavine Aloa nije bilo rata između Mauija i drugih otoka.
Neka pojanja koja spominju Aloa ne spominju i njegovu suprugu, ali on je bio oženjen te je njegova žena vjerojatno bila "plemenitoga" podrijetla. Moguće je da joj je ime bilo Moeiekana ili Moekeaea.
Alo i njegova žena imali su dvoje djece:
- Kuhimana, nasljednik oca
- Kaumana I., princeza koja se udala za svog brata[3]

Alov je slavni unuk bio kralj Kamaloohua.